# バット議会
バット議会（英語: Parliament of Bats）は、1426年に招集されたイングランド議会。

## 歴史
1426年、執政ベッドフォード公ジョン(国王ヘンリー6世の叔父)が弟グロスター公ハンフリーと叔父ウィンチェスター司教ヘンリー・ボーフォートの対立の仲裁のためにレスター城で議会を招集した。この前年からフランスでの百年戦争をめぐってグロスター公は主戦派、ボーフォートは和平派として激しく争っていた。
選出された議員もグロスター公派とボーフォート派が多く、議会内で両派が激しく衝突すると予想されたことから、ベッドフォード公は議会内に武器を持ち込むことを禁じた。そのため両派議員たちは武器の代わりにバットや棍棒を隠し持っていった。実際にバットで殴りあうことはなかったが、後世バット議会と呼ばれるようになった。
議会中、グロスター公がボーフォートの大逆罪での起訴を求める動議を提出したが、否決されている。その後ベッドフォード公の仲裁でグロスター公とボーフォートは一応和解した。しかしその後も対立は続いていく。
この議会の開会中、国王ヘンリー6世は5歳であったが、レスター市内の聖メアリ・デ・カストロ教会においてナイト爵の叙爵を行った。
ロンドンではなくレスターで議会が開かれること自体は珍しいことではなく、1414年や1421年、1450年にもレスターで議会が招集されている。